# 高橋宗直
高橋 宗直（たかはし むねなお、元禄16年8月26日（1703年10月6日） - 天明5年1月25日（1785年3月5日））は、江戸時代の公家、故実家、国学者。本姓は紀。号は図南・文敬先生。高橋親宗の次男とされるが、実際は大島直武の次男であるとされる。宗直はまず16歳の時に伏見の商家の養子になったものの、実家の大島氏へ戻り「公家か武家になりたい」と父に述べ滋野井公澄の門弟となった。そして直武の旧友である高橋親宗が養子を探しており、また借金に悩んでいたことから、大島氏がそれを肩代わりする代わりに宗直が高橋氏に養子へと入った。
野宮定基・吉見幸和に師事した。主な著書に『載餅之図』『朝餉大床子等御膳図』『御祠堂御膳之書』がある。また、弟子に柴野栗山などがいる。